# Alexander Windsor
Alexander Patrick Gregers Richard Windsor (Londres, 24 d'octubre de 1974), comte d'Ulster, és l'únic fill de S.A.R. el duc i la duquessa de Gloucester. Com a hereu aparent del ducat de Gloucester se li concedeix el títol per cortesia de comte d'Ulster.

## Vida Cotidiana
Va ser educat a Eton i al King 's College de Londres (B.A. 1996) abans d'ingressar en la Reial Acadèmia de Sandhurst.
Encarregat dels «King 's Royal Hussars» el 1995 i designat capità des del 16 d'octubre de 20002 i major de 2008, l'any 2002 va estar en servei militar actiu a Kosovo.
Actualment és director de la fundació benèfica «Transnational Crisi Project»

## Matrimoni
Es va casar el 22 de juny de 2002 amb la Dra. Clara Booth a la capella reial de palau de St. James.
El comte i la comtessa tenen dos fills:
- Xan Windsor, baró Culloden (nascut el 12 de març de 2007).
- Lady Cosima Windsor (nascuda el 20 de maig de 2010).

## Títols
- 1974: comte d'Ulster (per cortesia).

Lord Ulster té el lloc número 31 en la línia de successió al tron britànic.